# Annales de Botanique et d’Horticulture
Annales de Botanique et d’Horticulture (abreviado Ann. Bot. Hort.) fue una revista científica con ilustraciones y descripciones botánicas que fue editada en Lieja, se publicaron los números 25-35 entre los años 1875 y 1885. Fue precedida por Annales d’horticulture Belge et étrangère.